# Union progressiste sénégalaise

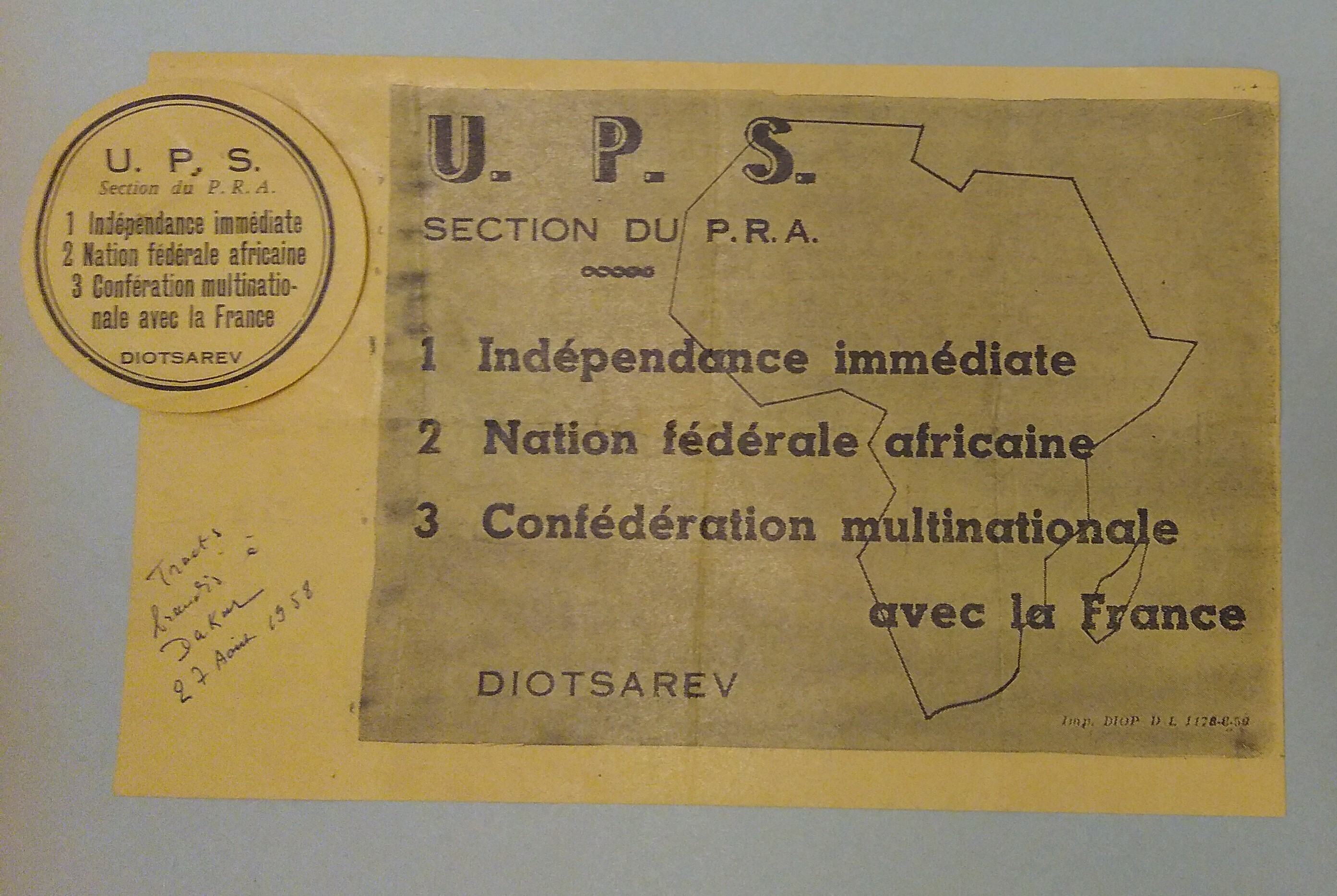
Tract distribué lors de la venue du général de Gaulle en août 1958

Pour les articles homonymes, voir Union progressiste et UPS.
L'Union progressiste sénégalaise (UPS) est un ancien parti politique sénégalais.
Fondé en 1958, il a pris le nom de Parti socialiste en 1976.